# سانتا أونو
سانتا جيريمي أونو (من مواليد 23 نوفمبر 1962)، الحاصل على زمالة الجمعية الملكية الكندية وزمالة الأكاديمية الكندية للعلوم الصحية، عالم مناعة ومدير أكاديمي أمريكي كندي، يشغل حاليًا منصب الرئيس الخامس عشر لجامعة ميشيغان منذ أكتوبر عام 2022.
شغل أونو منصب الرئيس الخامس عشر لجامعة كولومبيا البريطانية من عام 2016 حتى عام 2022 والرئيس الثامن والعشرين لجامعة سينسيناتي من عام 2012 حتى عام 2016. كان سابقًا عضو هيئة تدريس في كل من جامعة جونز هوبكينز وجامعة هارفارد وكلية لندن الجامعية وجامعة إيموري، إذ ساهم في مجال تنظيم جينات الجهاز المناعي وفهم آلية الالتهاب في العين.

## حياته المبكرة وتعليمه
ولد سانتا أونو عام 1962، وهو ابن عالم الرياضيات تاكاشي أونو، الذي هاجر إلى الولايات المتحدة من اليابان في أواخر الخمسينيات من القرن العشرين. وُلِد أونو في مدينة فانكوفر، مقاطعة كولومبيا البريطانية، كندا، حيث عمل والده أستاذًا مساعدًا للرياضيات في جامعة كولومبيا البريطانية من عام 1961 حتى عام 1964. نتيجةً لذلك، حصل أونو على الجنسية الأمريكية بموجب قانون حق الدم والجنسية الكندية بموجب قانون حق الأرض. نشأ أونو في مدينة فيلادلفيا بولاية بنسيلفانيا ومدينة توسون بولاية ماريلند، حيث عمل والده أستاذًا في جامعة بنسيلفانيا من عام 1964 حتى عام 1969 وفي جامعة جونز هوبكينز من عام 1969 حتى عام 2011.
حصل أونو على بكالوريوس الآداب بتخصص في العلوم البيولوجية من جامعة شيكاغو عام 1984، ودرجة دكتور في الفلسفة في الطب التجريبي من جامعة مكغيل في كندا عام 1991.

## حياته المهنية

### العلم والبحث
أكمل أونو زمالة ما بعد الدكتوراه في جامعة هارفارد بتمويل من مؤسسة هيلين هاي ويتني ثم شغل منصب عضو هيئة التدريس في كل من جامعة جونز هوبكينز وجامعة هارفارد وكلية لندن الجامعية وجامعة إيموري. كان رئيسًا لقسم العلوم الطبية الحيوية في شركة غلاكسو سميث كلاين ورئيس قسم علم المناعة في معهد جامعة لندن لطب العيون وعضوًا فخريًا في صندوق مؤسسة الصحة الوطنية لمستشفى مورفيلدز للعيون. من مارس عام 2006 حتى سبتمبر عام 2008، شغل منصب نائب عميد المبادرات الأكاديمية ونائب العميد في جامعة إيموري في أتلانتا، جورجيا، الولايات المتحدة. تمت ترقيته إلى نائب عميد التعليم الجامعي والشؤون الأكاديمية في جامعة إيموري في سبتمبر عام 2008 وعمل أيضًا أستاذًا لطب العيون والطب وطب الأطفال وعلم الأحياء. في سبتمبر عام 2010، أصبح نائب الرئيس الأول وعميد الشؤون الأكاديمية في جامعة سينسيناتي.

## العمل الإداري
في جامعة هارفارد، شغل منصب رئيس مجموعات التركيز على الالتهابات والمناعة وزراعة الأعضاء في معهد شيبينز لأبحاث العيون. هناك، عمل في اللجنة التنفيذية لبرنامج هارفارد في علم المناعة وعمل على منحتين تدريبيتين لمعاهد الصحة الوطنية في قسم طب العيون (مناعة العيون والأسس الجزيئية لأمراض العيون). عمل مع الرئيس الراحل جاي. واين سترايلاين ومدير العمليات كين تريفيت وآخرين في تطوير خطة استراتيجية لمعهد شيبينز لأبحاث العيون في جامعة هارفارد، وساعد في جذب التمويل من هيئات مثل مؤسسة ماركي الخيرية وفيديليتي للاستثمارات.